# Disocactus quezaltecus
Disocactus quezaltecus ist eine Pflanzenart aus der Gattung Disocactus in der Familie der Kakteengewächse (Cactaceae). Das Artepitheton quezaltecus verweist auf das Vorkommen der Art im Departamento Quetzaltenango.

## Beschreibung
Disocactus quezaltecus wächst reich verzweigt und buschig. Die Haupttriebe sind basal mit einer bis zu 35 Zentimeter langen stielartigen Basis, die 5 bis 8 Millimeter im Durchmesser groß sind. Sie sind mit drei Reihen bedornter Areolen, die bis zu 15 weißliche Borsten tragen, versehen. Die Seitentriebe erscheinen aus der oberen Hälfte der Haupttriebe in 2 oder 3 Reihen. Sie sind basal drehrund darüber abgeflacht und 10 bis 35 Zentimeter lang und 1,5 bis 6 Zentimeter breit. Sie sind lineal-lanzettlich geformt, zunächst rötlich, später grün werdend und haben gezähnte Ränder.
Die Blüten erscheinen an oder in der Nähe der Triebspitzen. Sie sind deutlich röhrig, bis zu 9 Zentimeter lang und über der Basis scharf aufwärts gebogen mit hellpurpurner Farbe. Die Staubblätter und die Narbe ragen weit heraus. Die kugeligen Früchte sind rot oder gelb und bis zu 1,8 Zentimeter im Durchmesser groß.

## Verbreitung, Systematik und Gefährdung
Disocactus quezaltecus ist in Guatemala im Departamento Quetzaltenango im Nebelwald zwischen 1800 und 2150 Metern Höhe verbreitet.
Die Erstbeschreibung als Bonifazia quezalteca erfolgte 1944 durch Paul Carpenter Standley und Julian Alfred Steyermark. Myron William Kimnach stellte die Art 1959 in die Gattung Disocactus. Ein weiteres nomenklatorisches Synonym ist Epiphyllum quezaltecum (Standl. & Steyerm.) L.O.Williams (1962).
In der Roten Liste gefährdeter Arten der IUCN wird die Art als „Least Concern (LC)“, d. h. als nicht gefährdet geführt.

## Nachweise